# Campanulotes
Genre
Campanulotes est un genre d'insectes parasites de l'ordre des Phthiraptera (poux), du sous-ordre des Ischnocera et de la famille des Goniodidae. Les insectes sont des parasites d'oiseaux.

## Liste des espèces
- Campanulotes bidentatus (Scopoli, 1763)
- Campanulotes durdeni Price, Clayton & Adams, 2000
- Campanulotes elegans (Tendeiro, 1978)
- Campanulotes flavus (Rudow, 1869)
- Campanulotes madeirensis (Tendeiro, 1978)